# Maseirac
Masèirac (en francès Mazeirat) és una comuna (municipi) de França, a la regió de la Nova Aquitània, departament de la Cruesa. La seva població al cens de 1999 era de 137 habitants. Està integrada a la Communauté de communes du Pays du Cruesa Thaurion Gartempe.

## Demografia
| 1968 | 1975 | 1982 | 1990 | 1999 |
| ---- | ---- | ---- | ---- | ---- |
| 164  | 162  | 162  | 142  | 137  |

## Administració
| Període   | Identitat         | Partit        |
| --------- | ----------------- | ------------- |
| 2001-2008 | Alfred Richard    | Divers gauche |
| 2008-     | Christophe Martin |               |